# Météocam
 (octobre 2015).
Si vous disposez d'ouvrages ou d'articles de référence ou si vous connaissez des sites web de qualité traitant du thème abordé ici, merci de compléter l'article en donnant les références utiles à sa vérifiabilité et en les liant à la section « Notes et références ».
Météocam et caméra météo sont des termes du jargon des initiés qui désignent des caméras filmant un paysage et son ciel et relayant les paramètres météorologiques habituels : la température, la force et la direction du vent, l'hygrométrie, la pression atmosphérique...
Les météocams équipent de plus en plus les sites touristiques, montagnards, littoraux ou urbains. Ces caméras vidéo classiques (pour diffusion sur des réseaux de télévision) ou webcams (pour diffusion sur l'Internet, le plus souvent via le Web) sont souvent panoramiques.

## Mode de diffusion

### Télévision
La chaîne de télévision germanique 3 SAT  diffusée en clair (gratuite) par le satellite Astra est en matinée  consacrée à ce thème.

### Web
On trouve des météocams composées de webcams mais il s'agit souvent de photos réactualisées et sans animation. Toutefois on note une évolution, certains sites proposent désormais des images vidéo animées (streaming) reprises en léger différé, mais qui peuvent présenter des lacunes techniques en matière de fluidité et de résolution, vu les bandes passantes limitées. La périodicité des mises à jour des séquences est variable, souvent toutes les 5 ou 10 minutes.       
Les sites dont les responsables souhaitaient informer des prospects en installent de plus en plus fréquemment. Il s'agit par exemple de pistes d'envol de parapente, de sites de saut à l'élastique, de pistes de ski ou de circuits VTT. Les liaisons primaires cam >>> (jusqu'au  point d'accès Web) sont souvent de type hertzien radio 5,8 GHz et 2,4 GHz (caméra sans fil ou pont hertzien ISM (point à point) Wi-Fi transmetteur) puisque l'Internet filaire n'atteint souvent pas les sites isolés, surtout en altitude. Cependant depuis peu l'Internet par le satellite KA-SAT, via une parabole KA, telle que l'offre SAT2WAY, autorise les accès les plus reculés et à des tarifs d'abonnement de plus en plus abordables. 
De nombreux réseaux de météocams d'amateurs ou de professionnels existent en Europe.

### Radioamateur
Les radioamateurs disposent de leur propre réseau caméra-météo dans des fréquences qui leur sont allouées. La caméra la plus médiatisée est celle qui se trouve au Schilthorn dans les Alpes bernoises à 3 000 m d'altitude (2 350 MHz).